# 久貝加鄉
44°07′N 23°25′E / 44.117°N 23.417°E
久貝加鄉（羅馬尼亞語：Comuna Giubega, Dolj），是羅馬尼亞的鄉份，位於該國西南部，由多爾日縣負責管轄，處於布加勒斯特以西220公里，每年平均降雨量1,015毫米，海拔高度121米，2007年人口2,311。